# 马斯坦
马斯坦（法語：Mastaing，法語發音：[mastɛ̃]）是法国上法蘭西大區北部省的一个市镇，位于该省中东部略偏南，属于瓦朗谢讷区。

## 地理
马斯坦（50°18'23"N, 3°18'14"E）面积5.97 平方千米，位于法国上法蘭西大區北部省，该省份为法国最北部的省份及最长的省份，西北濒北海，西接加来海峡省，南至埃纳省和索姆省，东与比利时接壤。
与马斯坦接壤的市镇（或旧市镇、城区）包括：阿布斯孔、布尚、马凯特昂奥斯特雷旺、勒镇、埃梅尔希库尔、瓦夫勒尚苏福。

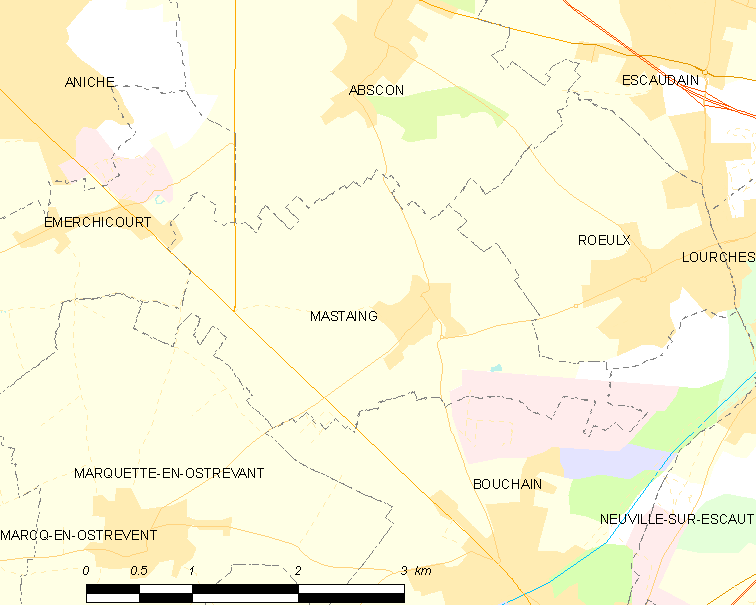
马斯坦的OSM定位图

马斯坦的时区为UTC+01:00、UTC+02:00（夏令时）。

## 行政
马斯坦的邮政编码为59172，INSEE市镇编码为59391。

## 政治
马斯坦所属的省级选区为德南县。

## 人口

1962-2008年间马斯坦人口变化图示

马斯坦于2022年1月1日时的人口数量为900人。